# Selección de baloncesto de Bulgaria
La selección de baloncesto de Bulgaria (en búlgaro: Български национален отбор по баскетбол, romanizado: Balgarski natsionalen otbor po basketbol) es el equipo formado por jugadores de nacionalidad búlgara que representa a la Federación de Baloncesto de Bulgaria en las competiciones internacionales organizadas por la Federación Internacional de Baloncesto (FIBA) o el Comité Olímpico Internacional (COI): los Juegos Olímpicos, la Copa Mundial de Baloncesto y el EuroBasket.
La primera participación de Bulgaria en un torneo internacional se produjo en el EuroBasket de 1935. Han llegado a la principal competición europea de baloncesto 25 veces, y sus mejores resultados se produjeron en 1957, como subcampeona en casa, y consiguieron la medalla de bronce en 1961, respectivamente. Bulgaria también se clasificó para la Copa Mundial FIBA, donde terminó séptimo en su única aparición en 1959. La selección nacional, que participó varias veces en los Juegos Olímpicos, tuvo su mejor actuación en 1956. Bulgaria también ha competido en eventos más pequeños, como el Campeonato de los Balcanes, ganando medallas de oro en 1959, 1960 y 1971.

## Historial

### Copa Mundial
Resultado General: 41.º puesto
| Copa Mundial de Baloncesto |
| --- |
| - 1950: No calificó - 1954: No calificó - 1959: 7° Lugar - 1963: No calificó - 1967: No calificó - 1970: No calificó - 1974: No calificó - 1978: No calificó - 1982: No calificó - 1986: No calificó - 1990: No calificó - 1994: No calificó - 1998: No calificó - 2002: No calificó - 2006: No calificó - 2010: No calificó - 2014: No calificó - 2019: No calificó - 2023: No calificó - 2027: TBD |

### Juegos Olímpicos
| Baloncesto en los Juegos Olímpicos |
| --- |
| - Berlín 1936: No calificó - Londres 1948: No calificó - Helsinki 1952: 7° Lugar - Melbourne 1956: 5° Lugar - Roma 1960: 16° Lugar - Tokio 1964: No calificó - México 1968: 10° Lugar - Múnich 1972: No calificó - Montreal 1976: No calificó - Moscú 1980: No calificó - Los Ángeles 1984: No calificó - Seúl 1988: No calificó - Barcelona 1992: No calificó - Atlanta 1996: No calificó - Sídney 2000: No calificó - Atenas 2004: No calificó - Pekín 2008: No calificó - Londres 2012: No calificó - Río 2016: No calificó - Tokio 2020: No calificó - París 2024: No calificó |

### EuroBasket
| EuroBasket |
| --- |
| - 1935: 8° Lugar - 1937: No participó - 1939: No participó - 1946: No participó - 1947: 8° Lugar - 1949: No participó - 1951: 4° Lugar - 1953: 9° Lugar - 1955: 4° Lugar - 1957: - 1959: 5° Lugar - 1961: - 1963: 5° Lugar - 1965: 5° Lugar - 1967: 4° Lugar - 1969: 7° Lugar - 1971: 6° Lugar - 1973: 6° Lugar - 1975: 5° Lugar - 1977: 6° Lugar - 1979: 11° Lugar - 1981: No participó - 1983: No participó - 1985: 8° Lugar - 1987: No participó - 1989: 7° Lugar - 1991: 8° Lugar - 1993: 16° Lugar - 1995: No participó - 1997: No participó - 1999: No participó - 2001: No participó - 2003: No participó - 2005: 13° Lugar - 2007: No participó - 2009: 13° Lugar - 2011: 13° Lugar - 2013: No participó - 2015: No participó - 2017: No participó - 2022: 20° Lugar - 2025: TBD |

## Palmarés
- EuroBasket:
  -  Subcampeón (1): 1957
  -  Tercer lugar (1): 1961